# Mardakert (gewest)
Martakert (Armeens: Մարտակերտի շրջան, Martakerti shrjan; Azerbeidzjaans: Ağdərə rayonu), eerder bekend onder de namen Mardakert en Jraberd, was een gewest in de internationaal niet-erkende Nagorno-Karabach met de gelijknamige stad als hoofdplaats. Het gewest was 1795 km² groot, had 19.900 inwoners in 2015 en was onderverdeeld in 43 gemeenten.
Als gevolg van de oorlogen in 2020 en 2023 kwam het gewest geheel onder Azerbeidzjaanse controle.

## Achtergrond
Het moderne grondgebied van Martakert bevond zich in de 19e eeuw in het centrale deel van de oejezd Dzjevansjir van het Gouvernement Jelizavetpol. In de periode 1918-1920 werd Dzjevansjir beschouwd als een betwist gebied tussen de Republiek Armenië en de Democratische Republiek Azerbeidzjan. Nadat het Rode Leger in april 1921 Azerbeidzjan had veroverd, werd het gebied in juli 1921 aan de Azerbeidzjaanse Socialistische Sovjetrepubliek toegekend.
In 1923 werd het meest door Armeniërs bevolkte centrale deel van Dzjevansjir onderdeel van de nieuw opgerichte Nagorno-Karabachse Autonome Oblast. In 1930 werd in Nagorno-Karabach een nieuwe bestuurlijke indeling ingevoerd, waardoor het rajon Jraberd werd gecreëerd. Deze werd in 1939 omgedoopt tot Mardakert (Russisch: Мардаке́ртский райо́н.

### Nagorno-Karabach-conflict
Tijdens het Nagorno-Karabach-conflict was het gebied van dit gewest van juli 1992 tot juli 1993 in handen van Azerbeidzjan. Op 10 april 1992 werd het dorp Maraga in het oosten van het gewest aangevallen door de Azerbeidzjaanse strijdkrachten. Volgens gegevens van Human Rights Watch telde het dorp op dat moment 500 inwoners. In 1989 woonden er nog 4660, vrijwel allemaal Armeniërs. Als gevolg van de aanval werd het grootste deel van het dorp platgebrand en verwoest. 57 inwoners werden gedood en 45 burgers werden gegijzeld. Azerbeidzjan behield sindsdien de controle over het oostelijke deel van Martakert, inclusief Maraga.
De rest van het gewest viel onder de in 1991 uitgeroepen en niet erkende Republiek Nagorno-Karabach. Enkele andere gebieden die niet bij het oorspronkelijke autonome oblast behoorden werden aan het gewest van de afscheidingsrepubliek toegevoegd. Nagorno-Karabach hernoemde het district in Martakert. Azerbeidzjan schafte in 1991 de Nagorno-Karabachse Autonome Oblast af en daarmee ook de districten van het oblast, waaronder Mardakert, dus voor de Azerbeidzjaanse wet bestond dit district niet meer. In 2020 verloor de republiek Nagorno-Karabach het gezag over een deel van het gewest aan Azerbeidzjan, dat in 2023 de rest heroverde. In december 2023 herintroduceerde de Azerbeidzjaanse wet het district onder de naam Ağdərə (Agdara), met dezelfde omvang en begrenzing als het district Mardakert van de voormalige Sovjet Nagorno-Karabachse Autonome Oblast.

## Bezienswaardigheden
In het gebied van het gewest Mertakert bevinden zich het Sarsangstuwmeer en de Armeense kloosters Gandzasar (Գանձասար), Jeriz Mankanz (Երից Մանկանց Վանք, Yerits Mankants) en de Sint-Jegisjekerk (Եղիշէ Առաքեալի վանք, Yeghishe Arakyal). De archeologisch belangrijke plaats Tigranakert uit de 2e-1e eeuw v.Chr. lag in dit gewest. Vanaf 2005 vonden er opgravingen plaats. Enkele muren van het stadje met hellenistische torens en een Armeense basiliek uit de 5e-7e eeuw zijn blootgelegd.